# Shadow Island
Shadow Island är en svensk thrillerfilm från 2023. Filmen är regisserad av Johan Storm som även skrivit filmens manus. Filmen hade premiär på Fantasy Filmfest i Tyskland, och hade premiär på utvalda biografer i USA den 8 september 2023.

## Handling
Filmen kretsar kring den lovande meteorologen David som beger sig ut till en öde ö i Barents hav för att undersöka ett dödsfall. Väl där ser han märkliga ljus i mörkret och upptäcker en gömd grotta. David börjar ifrågasätta om han verkligen är ensam på ön.

## Rollista
- Johan L. Heinstedt - David
- Hanne Mathisen Haga - Sarah
- Magnus Roosmann - Gustav
- Max Lapitskij - Oleg
- Anderz Eide - Kjartan
- Mikael Almqvist - Björn
- Eva Mutvei - Maria
- Joel Wallón - Tolik
  - Teo Dellback - Tolik, som ung
- Kevin Kronow - Jens
- Malin Carlsson Ståbi - Josefine
- Ida Laitila Raftewold - sjuksköterska
- Adam Kostyszyn - Billy
- Amanda Bornhall - Oliva